# Complex form
Complex form is een driedelig artistiek kunstwerk in Amsterdam-Centrum.

## Algemeen
Ze vormen een van de onopvallendste werken binnen de "kunst in de openbare ruimte" van de stad. Het werk is tweedimensionaal en is in twee van de drie gevallen moeilijk zichtbaar vanuit ooghoogte beschouwd. Daar waar het merendeel van de werken een verticale exponent hebben, is dat bij Complex form niet het geval. Alle drie de werken bestaan uit een artistiek geplaatste betegeling op drie pleinen, het Markenplein, Februariplein en Koeriersterplein. Deze pleinen werden in het leven geroepen ter opvulling en completering van de bebouwing van de zogenaamde Varastrook, een strook grond tussen de Valkenburgerstraat en Rapenburgerstraat, die jarenlang was gebruikt voor de aanleg van de IJtunnel. Hans van Beek van Atelier Pro ontwierp bebouwing met een serieel karakter. Daarbij werden dus drie open ruimten ingepland, waarvan het Markenplein het duidelijkst herkenbaar is. De andere twee pleinen zijn geheel omringd door gebouwen en alleen bereikbaar via poortgebouwen en smalle wandelstraatjes, maar desalniettemin voor publiek bereikbaar.
De drie patronen op de vloeren zijn ontworpen door kunstenaar Sol LeWitt en maken deel uit van zijn oeuvre aan conceptuele kunst. Dit is mede terug te vinden in de uitbesteding van de uitvoering aan kunstenaar Willem Wolff (assistent van LeWitt en zelf woonachtig aan het Koeriersterplein), die in 2001 aan de Volkskrant meedeelde dat LeWitt wel is komen kijken. 
LeWitt is van Joodse komaf, beleed het geloof niet actief, maar erkende wel de achtergrond. Het is niet bekend of zijn achtergrond heeft meegespeeld bij de keus voor hem. Uit deze buurt werden tijdens de Jodenvervolging in de Tweede Wereldoorlog veel Joden weggevoerd naar vernietigingskampen dan wel concentratiekampen.

### Markenplein
Deze vrijwel open en winderige ruimte voor de Nederlandse Filmacademie (ingang Markenplein 1) van Koen van Velsen laat Complex form het beste zien. De bestrating is gelegd in een patroon van lichtgrijze en witte vierkante steentjes. Van bovenaf heeft het iets weg van een doolhof met lijnen in zaagtandmotief.

### Februariplein
Het kunstwerk op het Februariplein is moeilijker herkenbaar. Binnen een vierkant van baksteen zijn twee kleuren toegepast, geelbruine bakstenen moeten een contrast vormen met bruine. Genoemd vierkant omringt een patroon van geelbruine linten congruent liggend. Behalve dat het plein bijna geheel omsloten wordt, tast verwering van de bakstenen het kunstwerk aan en valt de kleurtegenstelling (kijkend van ooghoogte) weg.

### Koeriersterplein
Het werk op het Koeriersterplein vormt voor wat betreft kleurstelling de opponent van die van het Februariplein. Rijen bruine bakstenen omringen een lichter vlak, waarin donkere lijnen zijn gelegd. De uitwerking bleek hetzelfde want ook dit deel van Complex form verweert waardoor het patroon (van uit oogstandpunt) verloren gaat. Dit kunstwerk dreigde direct na oplevering al verloren te gaan. Stratenmakers moest opnieuw plaveien nadat het plein was opengebroken voor kabels etc.; zij hadden niet herkend dat hier een kunstwerk lag. Het werk werd in augustus 2023 gereinigd.   

## Afbeeldingen

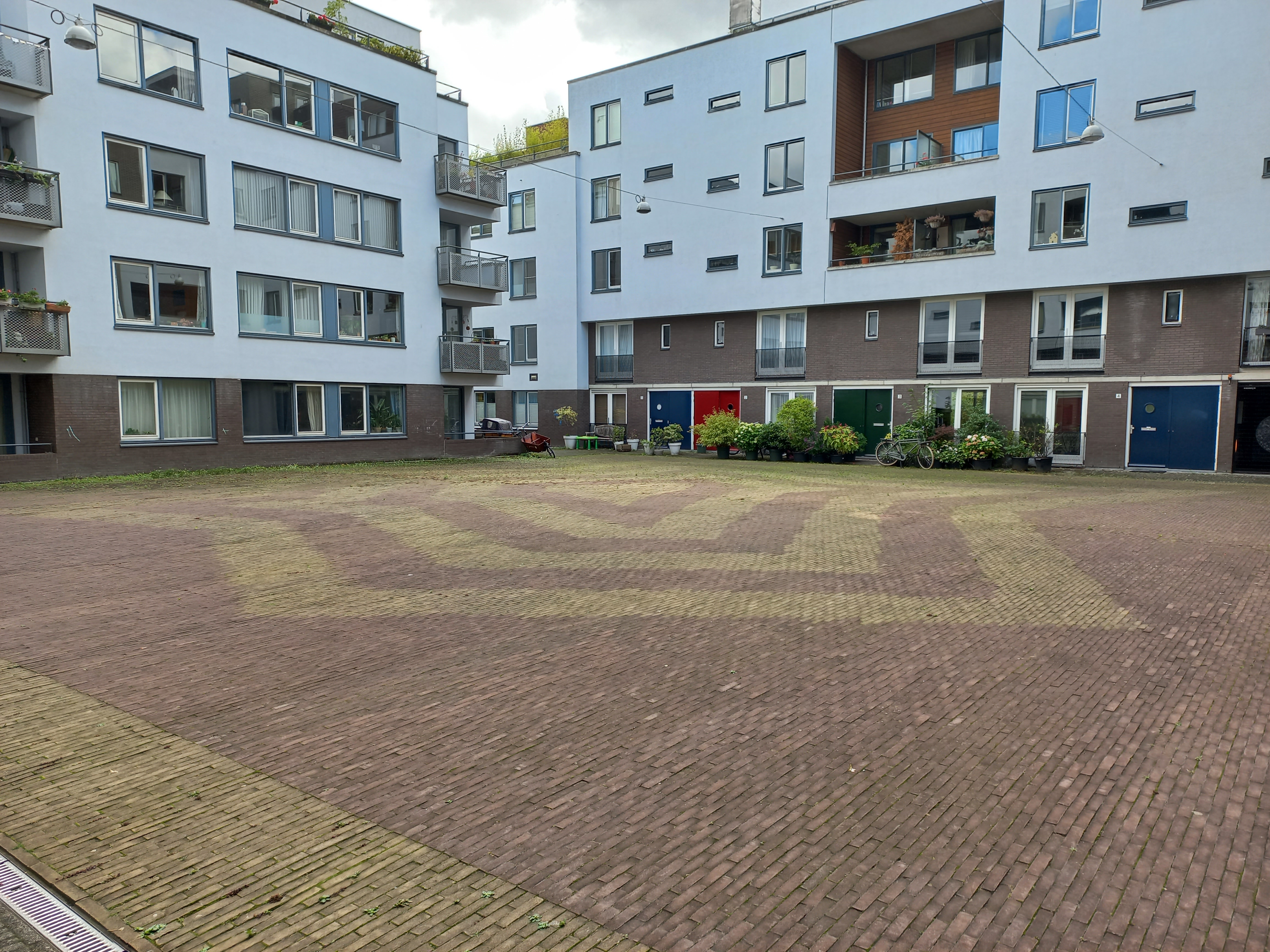
Complex form op Februariplein (augustus 2023)
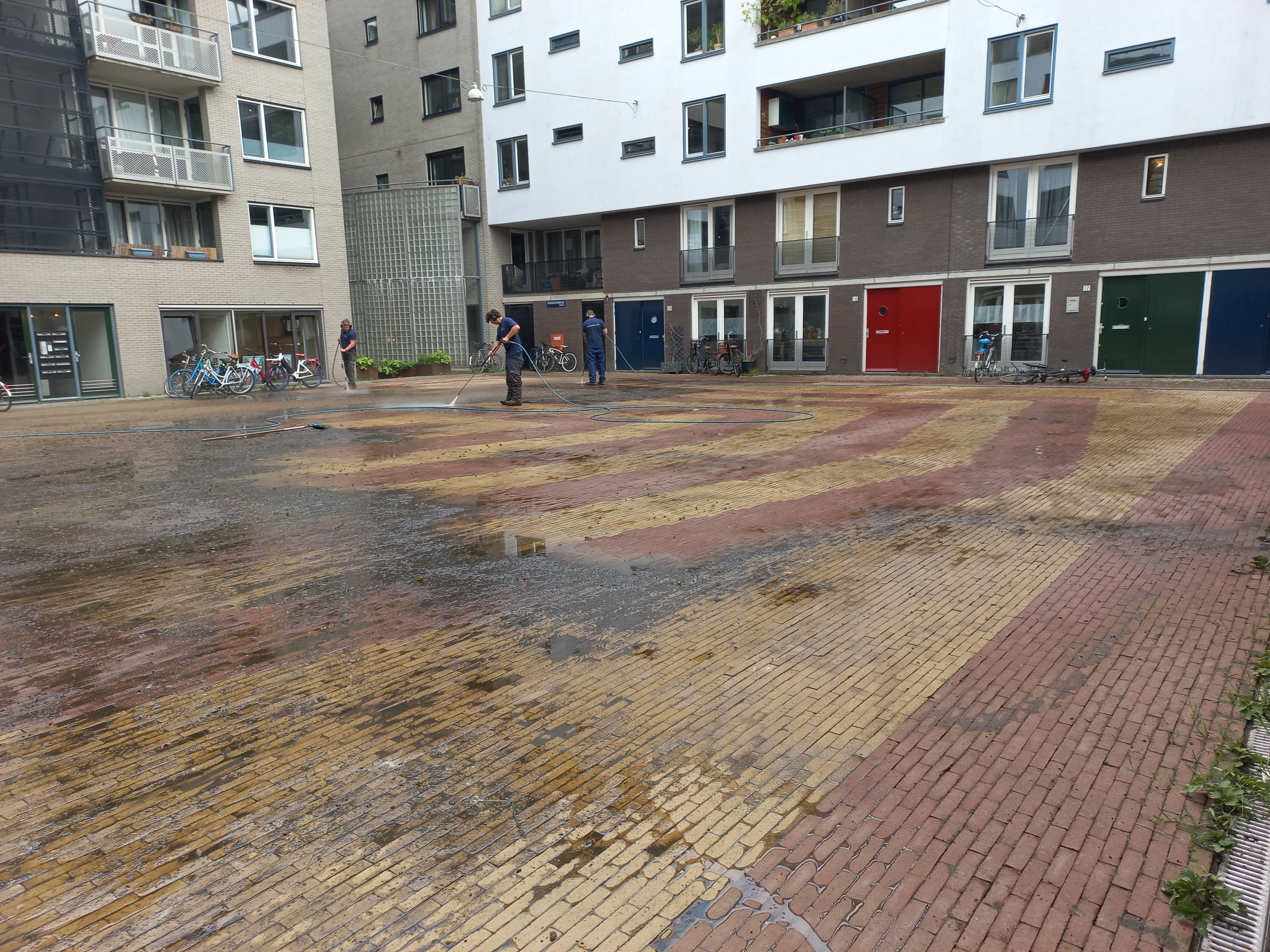
Medewerkers van Kunstwacht Delft (beheerder van buitenkunst in Amsterdam) reinigen Complex form Koeriersterplein (augustus 2023)